# Megalobulimus parafragilior
Megalobulimus parafragilior e  Megalobulimus lopesi são espécies de gastrópodes  da família Megalobulimidae.
São endêmicos do Brasil, originalmente comuns na Serra do Mar, nos estados de São Paulo e Paraná.
Encontram-se na floresta de altitude da Mata Atlântica. É herbívora e de hábitos noturnos. Vive em lugares úmidos, permanecendo enterrado no solo ou sob folhas caídas no chão, saindo à noite para se alimentar de pantas e fungos.
O caracol-gigante-da-boracéia apresenta concha fusiforme, alongada, deprimida, com s voltas espirais, de cor castanho-oliváceo, ornamentado por faixas claras e escuras. A abertura da concha é vertical, ligeiramente maior que a metade do comprimento total, com interior cinza-pálido.O corpo do caracol é homogêneo e cinzento, exceto pelo pé que se apresenta com a região central amarelada e os bordas acinzentadas.
Sendo uma das "vítimas" do tráfego de animais silvestres da Mata Atlântica[carece de fontes?], é considerada uma espécie ameaçada de extinção.
Levou o nome devido ao grande tamanho (17-20 cm) e por habitar nos trechos de Mata Atlântica da Estação Biológica de Boracéia.